# Шигирский идол

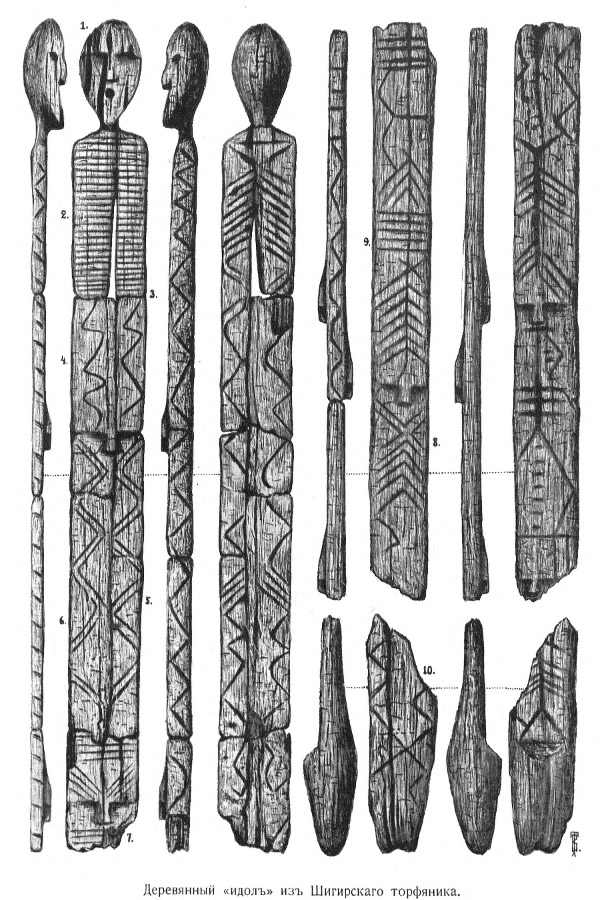
Прорисовка Шигирского идола В. Я. Толмачёвым; 1916 год

Большо́й Шиги́рский и́дол — археологический памятник, древнейшая в мире сохранившаяся деревянная скульптура. Возраст, по последним оценкам учёных, достигает 12 100 лет, ранее называли 11 600 лет. Идол выполнен из лиственницы в XI тысячелетии до нашей эры, в эпоху мезолита. Данный артефакт по датировкам сопоставим с подобными находками из Юго-Восточной Анатолии, такими как колонны в Гёбекли-Тепе и Невалы-Чори. Найденные памятники свидетельствуют о том, что на границе плейстоцена и голоцена духовный мир и искусство охотников-собирателей были гораздо богаче и сложнее, чем представлялось ранее.
Идол обнаружен в 1890 году на Среднем Урале в районе современного города Кировграда. В настоящее время хранится в Музее истории и археологии Урала (одна из площадок Свердловского областного краеведческого музея) в Екатеринбурге, где ему посвящена отдельная экспозиция.

## Обнаружение
Во второй половине XIX века на Среднем Урале в 70 километрах к северо-западу от Екатеринбурга в районе деревни Калата (сейчас город Кировград) велись разработка и добыча ранее открытых месторождений рассыпного золота в Шигирском торфянике. В разных приисках в процессе выработки рабочим попадались различные предметы из рога, кости, дерева, камня, глины. Первое сообщение о находках в 1879 году сделано вице-президентом Уральского общества любителей естествознания (УОЛЕ) екатеринбургским врачом Александром Андреевичем Миславским. На одном из заседаний он сообщил о находках и сделал предположения о датировках предметов. Уже в 1880 году на торфянике по заданию Императорского Русского географического общества была проведена археологическая разведка под руководством екатеринбургского археолога Михаила Викторовича Малахова.
24 января (5 февраля) 1890 года на Втором Курьинском прииске Шигирского торфяника на глубине четырёх метров было обнаружено десять крупных обломков деревянной скульптуры. У дерева была фрагментарная сохранность, поэтому было принято решение извлекать его из торфа по частям. На сегодняшний день территория торфяника затоплена, и место находки недоступно. Позднее распоряжением владельца территории графа Алексея Александровича Стенбок-Фермора находка была передана в ведение УОЛЕ. В музей скульптура попала в виде груды обломков. Первую реконструкцию выполнил хранитель археологической коллекции музея УОЛЕ Дмитрий Иванович Лобанов. Фигура со скрещёнными руками и ногами была собрана в произвольном порядке из части фрагментов и достигла в высоту 2,8 метра. При этом некоторые части фигуры между собой не были связаны, а ряд фрагментов не использовался вовсе. Научная реконструкция проведена в 1914 году археологом Владимиром Яковлевичем Толмачёвым. В своей реконструкции он использовал все фрагменты скульптуры. По реконструкции В. Я. Толмачёва идол представлял собой фигуру высотой 5,3 метра с объёмной скульптурной головой, туловищем в виде доски и объёмным основанием, затёсанным на конус. Позднее фрагменты нижней половины тулова скульптуры по неизвестным причинам были утрачены. Сейчас высота идола составляет 3,4 метра. Об утраченных фрагментах от середины и до основания затёсанного на конус можно судить только по зарисовке Толмачёва. Общая длина утраченной части 195 см.

## Описание
Идол представляет собой антропоморфную фигуру, изготовленную из цельного расколотого бревна лиственницы сибирской. Обработка древесины велась по свежесрубленному стволу при помощи шлифованных каменных тёсел и стамесок. Всего было насчитано 159 годовых колец, 137 из них удалось измерить. Первые 18 колец значительно уже других, это указывает на тяжёлые условия на ранней стадии роста дерева, возможно, вызванные соседними деревьями. В возрасте около 20 лет дерево стабилизировалось, и фаза устойчивого роста продолжалась до 60 лет. В последующий период наблюдается нестабильная скорость роста. В пределах 30-летнего периода её значительное снижение говорит о повторяющихся трудных климатических условиях, которые были, вероятно, также тяжёлыми и для охотников-собирателей того времени. Среднегодовой прирост в 2,49 мм значительно ниже современного (так, среднегодовой прирост в субальпийской зоне Южного Урала составляет 9,89 мм), ширина колец также имеет меньшую изменчивость, чем у современных образцов. Узкие кольца в голове соответствуют узким годичным кольцам, прослеженным в нижней части скульптуры, из которой были отобраны образцы. Это наблюдение является убедительным аргументом в пользу целостности скульптуры и принадлежности всех её фрагментов к одному древесному стволу. Годичные кольца видны также на различных фрагментах тулова скульптуры, и они подтверждают, что все эти части происходят от одного ствола. Сохранившаяся до настоящего времени часть идола делится надвое — верхняя половина тулова с головой и нижний фрагмент, затёсанный на конус с выемкой в основании, из-за которой образуются выступы, возможно, изображающие ноги идола. Тулово имеет форму доски, прямоугольной в сечении. Голова и нижняя часть выполнены в объёме. Установлено, что идол не вкапывался нижней частью в землю, как считалось ранее, а стоял, прикреплённый к чему-либо, возможно, к дереву или столбу. Об этом свидетельствует одинаковая сохранность всех частей скульптуры, на границе земли и воздуха древесина имела бы следы гниения.

### Орнамент и личины

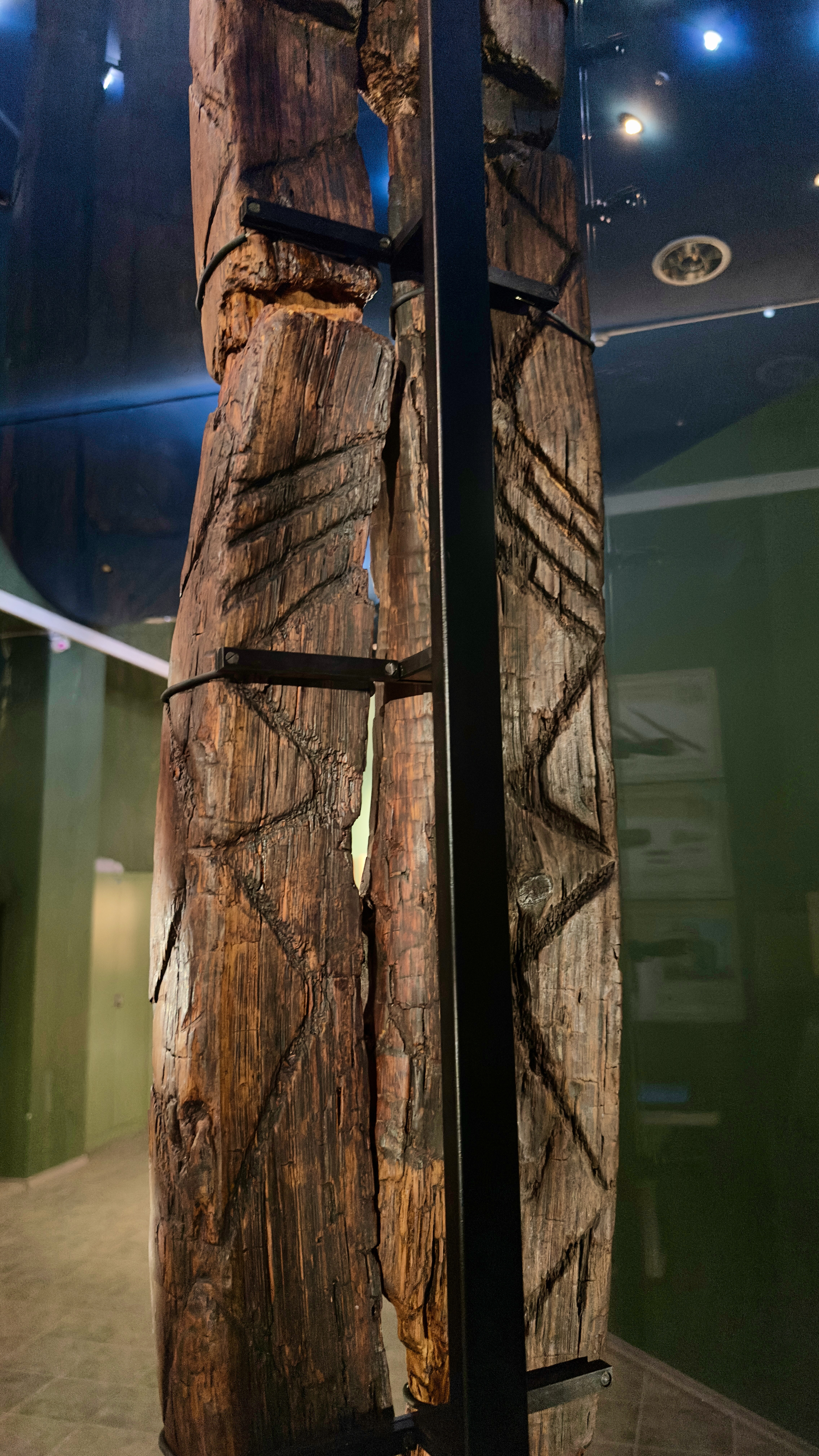
Тыльная часть Большого идола

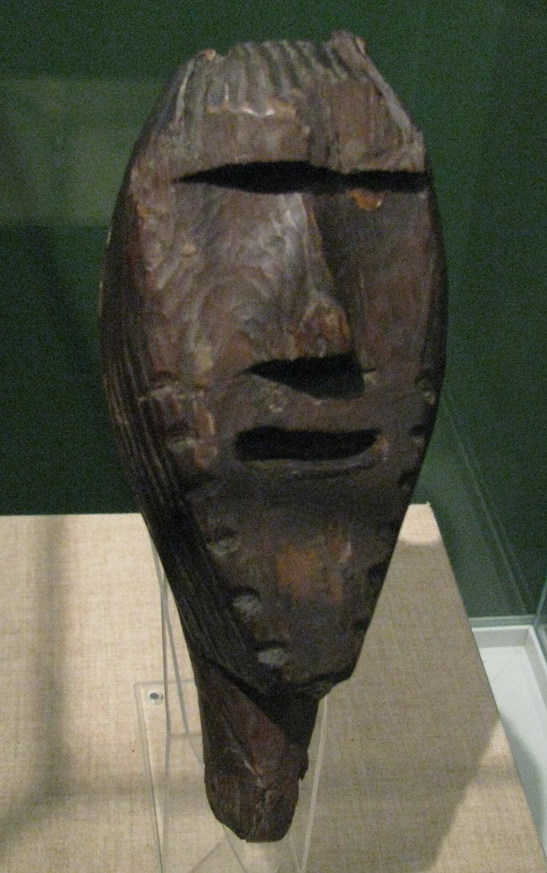
Голова одного из идолов в Шигирской коллекции

Тулово идола со всех сторон покрыто резным геометрическим орнаментом. В дополнение к орнаменту на широких плоскостях вырезаны лица — личины. На рисунке Толмачёва таких личин пять: три на лицевой стороне и две — на оборотной. В 2003 году на скульптуре была открыта шестая личина, не отмеченную на зарисовке Толмачёва. Личина выявлена во время монтажа экспозиции «Шигирская кладовая» на оборотной плоскости тулова хранителем Шигирской коллекции Светланой Савченко. В отличие от остальных личин, имеющих носы прямоугольной формы, для моделировки носа этой личины был использован сучок дерева, в результате чего нос оказался короче, чем у других личин, конической формы и более выступающим, что придаёт личине, по мнению С. Н. Савченко, определённое сходство с мордой зверя. В 2014 году Михаил Жилин и Светлана Савченко выделяют седьмую личину, расположенную на оборотной плоскости тулова в верхней части скульптуры. Эта личина в древности имела нос прямоугольной формы, но сегодня он сколот (от него сохранился только контур, видимый под микроскопом).
Каждая личина венчает отдельную фигуру. Сейчас на Большом Шигирском идоле вместе с изображениями утраченной части выделяют восемь персонажей: верхнее изображение с объёмной головой, три фигуры на лицевой плоскости тулова и четыре — на оборотной. Все фигуры сугубо индивидуальны и следуют одна за другой. Часть из них является антропоморфными изображениями, выполненными в «скелетном» или «рентгеновском» стиле, когда у фигуры обозначаются только отдельные элементы скелета. Исследователи предполагают, что персонажей могло быть больше. Остаётся непонятным, с чем связано изображение в виде двух параллельных зигзагов, пересекающихся в нижней части, на лицевой уплощённой стороне основания. В своих комментариях к зарисовкам Толмачёв отмечал, что это изображение зигзагов не имеет отношения к предшествующей им фигуре на утраченной части. Следовательно, на стыке этих частей имеется утрата, и есть вероятность, что здесь могла быть ещё одна личина.
Среди изображений выделяют персонажей, олицетворяющих водную и воздушную стихии, фигуры, воплощающие женское и мужское начала, миры растений и животных. Этнографические материалы показывают некоторые возможности подхода к объяснению смысла древних изображений, но не раскрывают его полностью. Фигуры не поддаются однозначной трактовке. Вертикальная постановка персонажей, если здесь запечатлены мифы о происхождении мира и людей, может отражать последовательность событий или может свидетельствовать об определённой иерархии представленных образов. Основываясь на мифологии угров, Наталия Чаиркина видит в изображениях на идоле отражение вертикальной модели мироздания, которое подразделяется на Верхний, Средний и Нижний миры, содержащие в себе семь сфер пространства. Археолог Петер Ван Петерсен из Национального музея Дании предположил, что идол мог служить предупреждением на границе запретной территории. Ряд специалистов отмечают сходство оформления с писаницами монументальных каменных руин в Гёбекли-Тепе в Турции.
Изображения идола свидетельствуют о том, что уже в столь раннее время у жителей лесной полосы Урала существовала сложная система мифологических представлений.

### Датировка
Дискуссия о датировке ведётся с момента обнаружения. Необычный характер скульптуры сделал затруднительной её типологическую датировку. Высказывались предположения о возможной датировке идола эпохой неолита (V—VI тысячелетия до нашей эры), энеолита (IV—III тысячелетия до нашей эры), бронзовым веком (II тысячелетие до нашей эры) и ранним железным (I тысячелетие до нашей эры).
В 1997 году было установлено, что поверхность идола начала осыпаться, и было принято решение о его консервации. До неё было решено провести радиоуглеродный анализ проб из внутренних слоёв древесины. Анализ проводился в двух лабораториях: в Институте истории материальной культуры Санкт-Петербурга под руководством Ганны Зайцевой и в Геологическом институте Российской академии наук в Москве под руководством Леопольда Сулержицкого. Обе экспертизы показали одинаковый результат: идол был выполнен в середине мезолита — среднего каменного века. Все три некалиброванные радиоуглеродные даты ложатся в диапазон между 8,8 и 8,5 тысячами лет до нашей эры, что соответствует калиброванным 7820—7590 годам до нашей эры. Полученные даты вызвали дискуссию. Многие учёные высказывали сомнения в столь раннем возрасте скульптуры и считали необходимым проведение дополнительных исследований, что неоднократно озвучивалось и в научных публикациях. Выдвигались предположения, что идол был изготовлен из ствола, пролежавшего в торфянике несколько тысяч лет, и, следовательно, возраст идола может быть значительно моложе.
В 2015 году были проведены новые работы по датировке скульптуры. Экспертизой занимались специалисты Центра археометрических исследований имени Клауса Чиры Гейдельбергского университета в Германии. Радиоуглеродный анализ с уточнённой калибровочной кривой, выполненный с использованием метода ускорительной масс-спектрометрии, показал датировку 11 600 лет до настоящего времени. Заниженный возраст, полученный в более раннем исследовании, объясняется смешиванием в нём образцов из внешнего и внутреннего слоёв объекта (вызванным необходимостью использования для обычной радиоуглеродной датировки сравнительно большого количества анализируемого материала) и попаданием во внешние слои современного углерода из воска и других материалов, использовавшихся при реставрации. Новая датировка проводилась на небольших количествах материала благодаря использованию метода ускорительной масс-спектрометрии, что позволило выделить образцы, не подвергшиеся загрязнению современным углеродом. Хотя разброс полученного возраста достаточно велик из-за существенных колебаний калибровочной кривой в рассматриваемое время, окончательное заключение относит дату изготовления идола примерно к 9,6 тыс. лет до нашей эры, что соответствует концу последнего оледенения и переходу от верхнего дриаса к пребореальному периоду голоцена.
Помимо радиоуглеродного анализа, комплексная программа исследований включала дендрологический и технико-трасологический анализ. Технико-трасологический анализ — изучение поверхности идола под микроскопом — позволил установить набор инструментов, которыми была изготовлена скульптура, выявить приёмы обработки и последовательность их применения. Дендрологический и технико-трасологический анализы доказали, что скульптура была изготовлена из свежесрубленного дерева; следовательно, даты, полученные по древесине, указывают на время изготовления идола.
В 2021 году в журнале «Quaternary International» были опубликованы исследования археологов из Гёттингенского университета в Германии, из Института археологии РАН и главного научного сотрудника из Свердловского областного музея. Учёные, проанализировав результаты предыдущих научных работ, пришли к выводу, что лиственнице со 159 годичными кольцами, из которой вырезан артефакт, примерно 12 250 лет, и это говорит о том, что идол был создан в конце последнего ледникового периода — начале голоцена и имеет возраст около 12 100 лет.

## История и хранение
Впервые Шигирские древности представлены публике на Сибирско-Уральской научно-промышленной выставке (1887—1888). После её закрытия владелец находок граф Алексей Александрович Стенбок-Фермор передал в дар музею УОЛЕ первые 40 шигирских предметов, которые заложили основу коллекции. За это граф был избран почётным членом УОЛЕ. В дальнейшем граф неоднократно дарил музею шигирские находки, в том числе он передал Большого Шигирского идола.
Идол постоянно экспонировался в исторических экспозициях музея УОЛЕ, затем Свердловского областного краеведческого музея. В 1960-х был выставлен в здании Вознесенской церкви в предыдущей исторической экспозиции музея. С 2003 года скульптура постоянно экспонируется в экспозиции «Шигирская кладовая», где представлены уникальные шигирские находки из органических материалов, требующие особого температурно-влажностного режима. Режим поддерживается в помещении с помощью специального оборудования. Экспонировать идола сложно из-за того, что он состоит из отдельных фрагментов. Чтобы посетители могли рассмотреть скульптуру со всех сторон, фрагменты в витрине закреплены на специальной конструкции так, чтобы давление частей идола друг на друга было минимальным. За стеклом работает специальная подсветка, которая позволяет рассмотреть мельчайшие детали фигуры.
Отборы проб для датировки и расчётов проводились в 1999 и 2014 годах. В 1999 году выполнен распил нижнего фрагмента в ходе дендрохронологического анализа. Иллюстрация распила представлена фотографией фрагмента № 10. В 2014 году группой археологов была разработана программа по более глубокому изучению скульптуры для разрешения оставшихся вопросов и сомнений по датировке. Ими же произведён отбор проб. Для этого распилили один из фрагментов идола и изъяли из его внутренней части семь небольших щепочек (каждая не более сантиметра в длину, общей массой менее 2 грамм), чтобы выполнить радиоуглеродную датировку объекта высокочувствительным методом ускорительной масс-спектрометрии и привязать результаты к общеклиматической шкале.
Претензии Министерства культуры
В октябре 2014 года в полицию Свердловской области поступило заявление заместителя министра культуры РФ Григория Пирумова, обвинившего музей и археологов в том, что на исследования, связанные с нарушением целостности объекта культурного наследия, не было получено разрешение. В июле 2015 года по представлению прокуратуры следственным комитетом на директора Свердловского областного краеведческого музея и ряд учёных — археологов и дендрологов — было возбуждено уголовное дело по части 1 статьи 243 УК РФ («Уничтожение или повреждение объектов культурного наследия или культурных ценностей»).
29 марта 2016 года уголовное дело было прекращено. По заключению экспертов, научные исследования 2014 года не повлекли повреждений, изменения внешнего облика либо иного ущерба для археологической ценности скульптуры.

## Документалистика
- Документальный фильм. Автор: Виктор Голювинов. ООО «Голд Медиум» по заказу ВГТРК. 2020 г (4 апреля 2020). Шигирский идол.  38 мин. Россия-Культура. {{cite episode}}: |series= пропущен или пуст (справка); Внешняя ссылка в |credits= (справка)